# Leticia Torres (futbolista)
Leticia Francisca Torres Mandiola (30 de mayo de 1994) es una matemática y exfutbolista chilena que jugó en la posición de defensa. Formó parte de la selección femenina de fútbol de Chile, tanto en los equipos sub-17 y sub-20, de los que fue capitana, y en la selección absoluta.

## Biografía
Estudió en el colegio Nido de Águilas.
Su carrera a nivel de clubes comenzó en 2008, cuando se integró al equipo femenino de la Universidad Católica, donde jugó cuatro años. Posteriormente viajó a Estados Unidos para estudiar matemáticas e informática en la Universidad de San Francisco y formó parte del equipo de fútbol de aquella institución entre 2012 y 2015. Tras sufrir una lesión en el tobillo estuvo dos años sin jugar al fútbol y en 2018 se unió al club Boldklubben af 1893 femenino de Dinamarca, que se convirtió en su último equipo.

## Selección nacional
Se desempeñó como capitana de la selección sub-17, equipo con el que clasificó a la Copa Mundial de 2010, la primera vez que una selección femenina del país clasificaba a un torneo de esa categoría. También fue capitana de la selección sub-20 y participó en los Campeonatos Sudamericanos de 2012 y 2014. Como parte de la selección absoluta disputó los Juegos Sudamericanos de 2014, donde fue subcampeona, y la Copa América del mismo año.